# خط ۱۳ متروی پاریس
خط ۱۳ متروی پاریس (انگلیسی: Paris Métro Line 13) یکی از خطوط متروی پاریس است.
این خط که در سال ۱۹۱۱ تأسیس شده دارای ۳۲ ایستگاه و ۲۴٫۳ کیلومتر طول می‌باشد.

## نگارخانه

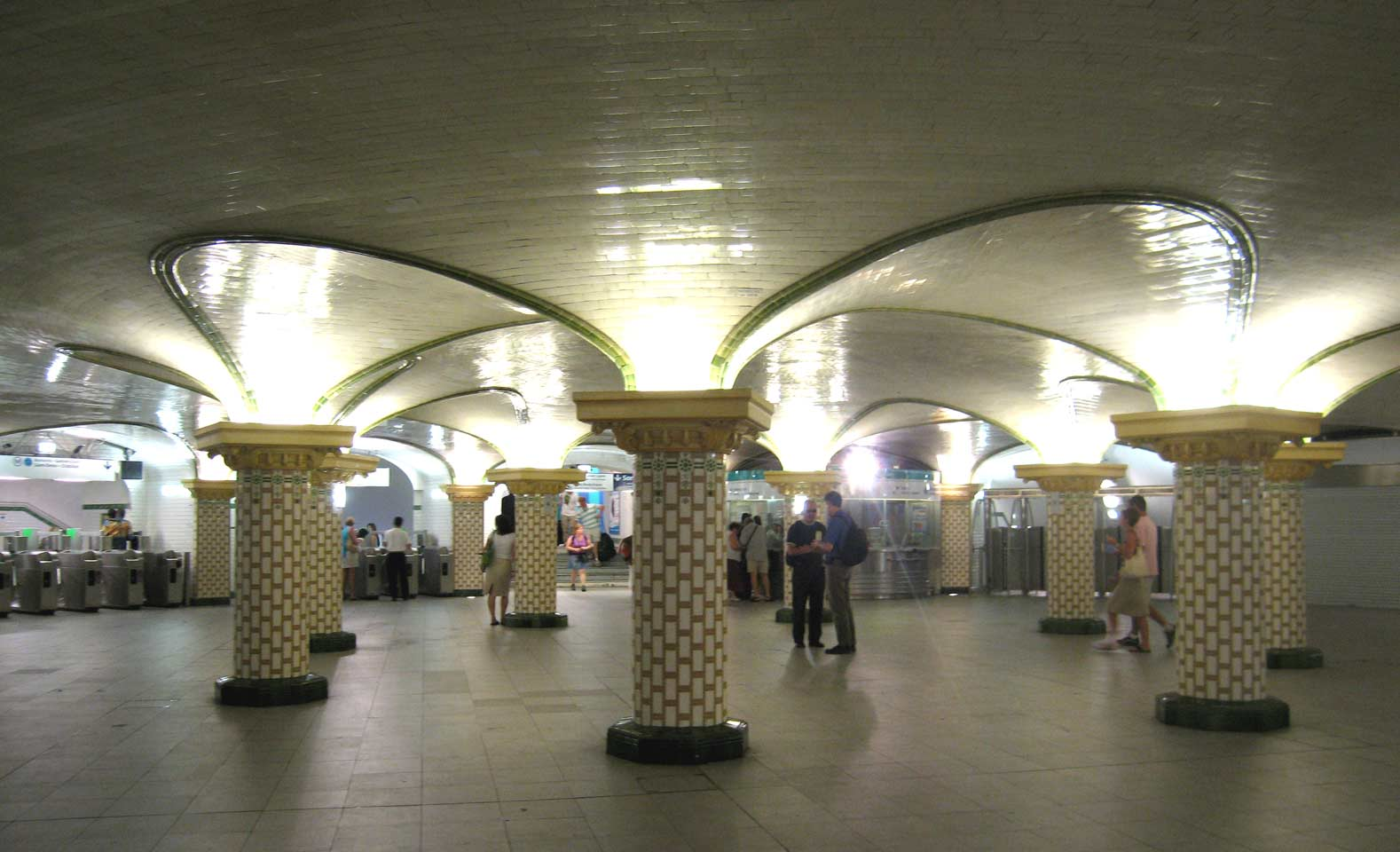
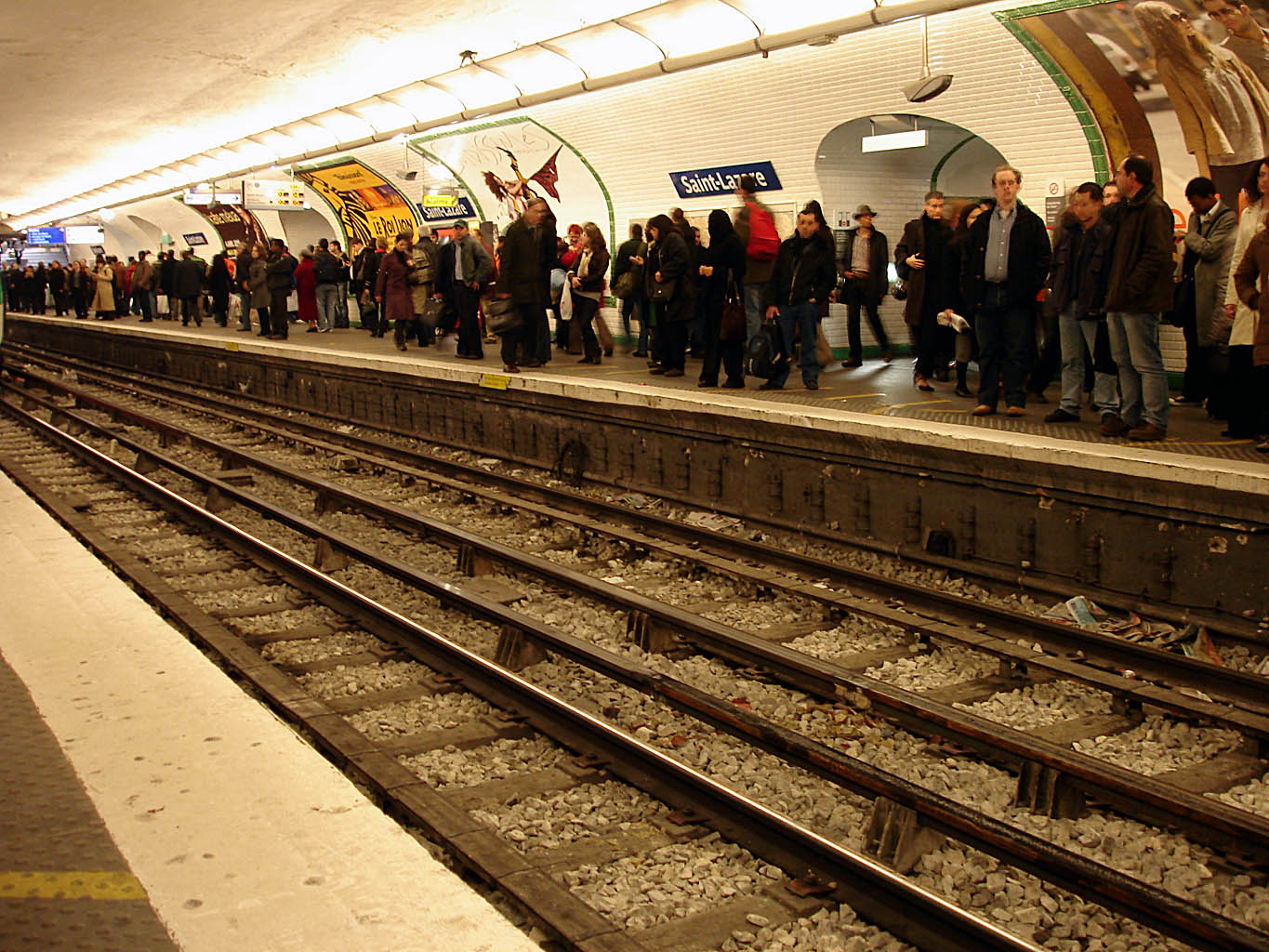
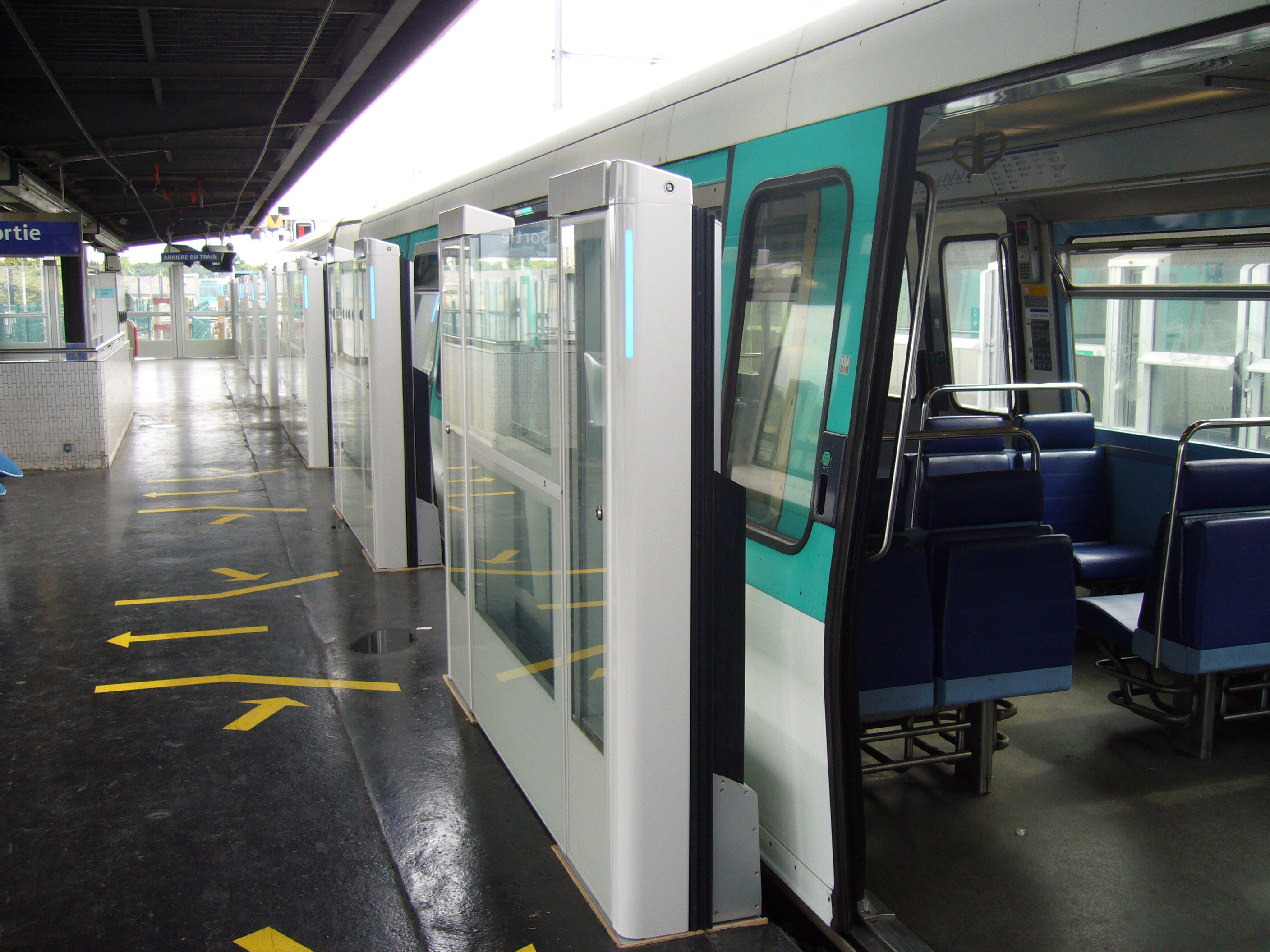